# Aïn Ghoraba
Aïn Ghoraba (em árabe: عين الغرابة) é uma cidade e comuna localizada na província de Tremecém, no noroeste da Argélia. Em 2008, sua população era de 5 068 habitantes.